# Leptacis pallidispina
Leptacis pallidispina är en stekelart som beskrevs av Peter Neerup Buhl 2005. Leptacis pallidispina ingår i släktet Leptacis och familjen gallmyggesteklar. Inga underarter finns listade i Catalogue of Life.